# 13129 Poseidonios
13129 Poseidonios è un asteroide della fascia principale. Scoperto nel 1994, presenta un'orbita caratterizzata da un semiasse maggiore pari a 2,7359494 UA e da un'eccentricità di 0,0968952, inclinata di 8,01405° rispetto all'eclittica.